# 哈尔斯多夫
哈尔斯多夫是德国莱茵兰-普法尔茨州的一个市镇。总面积3.21平方公里，总人口88人，其中男性44人，女性44人（2011年12月31日），人口密度27人/平方公里。